# 1938년 극동 선수권 대회
1938년 극동 선수권 대회(영어: 1938 Far Eastern Games, 일본어: 1938年極東選手権競技大会)는 개최되지 못한 극동 선수권 대회이다. 일본의 오사카에서 개최될 예정이었지만, 중일 전쟁으로 인한 불안한 아시아 정세로 인해 1937년 개최를 포기함과 동시에 극동 선수권 대회의 폐지를 선언했다.